# Delleur (tramhalte)
Delleur is een tramhalte van de Brusselse vervoersmaatschappij MIVB, gelegen in de gemeente Watermaal-Bosvoorde.

## Geschiedenis
De halte Bosvoorde Station werd tot 19 maart 1968 bediend door tramlijn 4 dat tussen Beurs en Wiener reed via Stefania en Marie-José. Nadien werd deze halte bediend door tramlijn 32, dat tussen Wiener en Houba-de-Strooper reed, en dit tot en met 14 augustus 1985. Van 15 augustus 1985 tot 2018 werd de halte bediend door de voormalige tramlijn 94 die na verlenging van het traject op 29 september 2018 tot tramlijn 8 werd hernoemd.

## Situering
Beide tramsporen en aanhorende perrons zijn gelegen in de Delleurlaan, waarnaar de halte ook vernoemd werd. Richting Wiener stoppen de trams voor het kruispunt met de Willy Coppensstraat en de Alfred Solvaylaan, terwijl het voor trams richting Louiza, net na het kruispunt is.
Louiza · 
Stefania · 
Defacqz · 
Baljuw · 
Vleurgat · 
Abdij · 
Legrand · 
Ter Kameren-Ster · 
Buyl · 
Johanna · 
ULB · 
Solbos · 
Marie-José · 
Brazilië · 
Boondaal Station · 
Renbaan van Bosvoorde · 
Lieveheersbeestjes · 
Bosvoorde Station · 
Delleur · 
Wiener · 
Valkerij · 
Tenreuken · 
Seny-park · 
Herrmann-Debroux · 
Oudergem-Shopping · 
Vorstrondpunt · 
Empain · 
Trammuseum · 
Bronnenpark · 
Voot · 
Woluwe Shopping · 
Roodebeek